# فروت
فروت (به انگلیسی: Froot) سومین آلبوم استودیویی اثر خواننده بریتانیایی، مارینا و دیاموندز است که در ۱۳ مارس ۲۰۱۵ منتشر شد.

## فهرست آهنگ‌ها
تمام ترانه‌ها توسط مارینا دیاماندیس نوشته‌شده است.
| شماره      | نام                          | مدت   |
| ---------- | ---------------------------- | ----- |
| ۱.         | «خوشحال»                     | ۴:۰۳  |
| ۲.         | «فروت»                       | ۵:۳۱  |
| ۳.         | «من یک ویرانه‌ام»             | ۴:۳۲  |
| ۴.         | «آبی»                        | ۴:۱۴  |
| ۵.         | «فراموشی»                    | ۴:۰۹  |
| ۶.         | «طلا»                        | ۴:۱۴  |
| ۷.         | «نمیتونی من رو به زمین بزنی» | ۳:۲۵  |
| ۸.         | «الماس تک»                   | ۴:۳۷  |
| ۹.         | «بهتر از آن»                 | ۴:۳۶  |
| ۱۰.        | «علف‌های هرز»                 | ۴:۰۷  |
| ۱۱.        | «وحشیان»                     | ۴:۱۶  |
| ۱۲.        | «جاودانه»                    | ۵:۲۱  |
| مجموع مدت: | مجموع مدت:                   | ۵۳:۰۹ |

## نمودار
| کشورها              | نمودار (۲۰۱۵)                                      | جایگاه رتبه | منابع  |
| ------------------- | -------------------------------------------------- | ----------- | ------ |
| ایرلند              | آلبوم‌های ایرلندی (انجمن صنعت ضبط ایرلند)           | ۴           | [ ۱ ]  |
| کانادا              | جدول آلبوم‌های کانادایی (بیلبورد)                   | ۶           | [ ۲ ]  |
| ایالات متحده آمریکا | بیلبورد ۲۰۰                                        | ۸           | [ ۳ ]  |
| اسکاتلند            | آلبوم‌های اسکاتلندی (شرکت آفیشال چارتس)             | ۹           | [ ۴ ]  |
| بریتانیا            | آلبوم‌های بریتانیایی (شرکت آفیشال چارتس)            | ۱۰          | [ ۵ ]  |
| سوئیس               | آلبوم‌های سوئیسی (جدول موسیقی سوئیس)                | ۱۰          | [ ۶ ]  |
| نیوزیلند            | آلبوم‌های نیوزیلندی (جدول موسیقی رسمی نیوزیلند)     | ۱۲          | [ ۷ ]  |
| استرالیا            | آلبوم‌های استرالیایی (جدول‌های ای‌آرآی‌ای)             | ۱۲          | [ ۸ ]  |
| فنلاند              | آلبوم‌های فنلاندی (جدول‌های رسمی فنلاند)             | ۱۹          | [ ۹ ]  |
| هلند                | آلبوم‌های هلندی (جدول‌های مگا)                       | ۲۱          | [ ۱۰ ] |
| آلمان               | آلبوم‌های آلمانی (جدول کنترل رسانه)                 | ۲۴          | [ ۱۱ ] |
| اسپانیا             | آلبوم‌های اسپانیایی (سازنده‌های موسیقی اسپانیا)      | ۲۷          | [ ۱۲ ] |
| نروژ                | آلبوم‌های نروژی (وگ-لیستا)                          | ۳۱          | [ ۱۳ ] |
| اتریش               | آلبوم‌های اتریشی (او۳ تاپ ۴۰ اتریش)                 | ۳۸          | [ ۱۴ ] |
| سوئد                | آلبوم‌های سوئدی (سوریگ توپ لیستان)                  | ۴۸          | [ ۱۵ ] |
| بلژیک               | آلبوم‌های بلژیکی (آلتراتاپ)                         | ۶۱          | [ ۱۶ ] |
| ایتالیا             | آلبوم‌های ایتالیایی (فدراسیون صنعت موسیقی ایتالیا)  | ۶۸          | [ ۱۷ ] |
| فرانسه              | آلبوم‌های فرانسوی (سندیکای ملی انتشارات صوتی‌تصویری) | ۷۸          | [ ۱۸ ] |
| بلژیک               | آلبوم‌های بلژیکی (آلتراتاپ)                         | ۹۲          | [ ۱۹ ] |